# Сабівка
Са́бівка — село в Україні, у Луганській міській громаді Луганського району Луганської області. Населення становить 1129 осіб.

## Населення

### Мова
Розподіл населення за рідною мовою за даними перепису 2001 року:
| Мова       | Кількість | Відсоток |
| ---------- | --------- | -------- |
| російська  | 754       | 66.78%   |
| українська | 375       | 33.22%   |
| Усього     | 1129      | 100%     |

## Географія
Село Сабівка розташоване на правому (в основному, хоча невелика частина населеного пункту розташовується і на лівому) березі річки Лугань і повністю на лівому березі річки Біла, у місця впадання останньої в Лугань. Сусідні населені пункти: село Новоселівка і Суходіл на північному заході, Красний Луч, Замостя і Говоруха на заході (всі п'ять вище за течією Лугані); села Гайове і Весела Тарасівка (вище за течією Білої) на південному заході, селища Ювілейне на південному сході, Тепличне і місто Олександрівськ (обидва нижче за течією Лугані) на сході.

## Люди
В селі народився Суржа Юрій Ілліч (1937—2019) — український актор, народний артист УРСР.